# استان لامپانگ
استان لامپانگ یا لمپانگ یکی از استانهای کشور تایلند است. مساحت آن ۱۲٬۵۳۴٫۰ کیلومترمربع می‌باشد. جمعیت این استان در سال ۲۰۰۰ بالغ بر ۷۸۰۰۰۰ نفر برآورد شده‌است.
استان لامپانگ از نظر تقسیمات کشوری بخشی از ناحیه شمال تایلند به حساب می‌آید. مرکز این استان شهر لامپانگ است.